# لایکا ام۶
لایکا ام۶ (به انگلیسی: Leica M6) یک دوربین عکاسی ساخت شرکت لایکا است.